# Page 44 Studios
Page 44 Studios was een Amerikaans ontwikkelaar van computerspelen. Het bedrijf werd in 1998 in San Francisco (Californië) opgericht door Denis Fung. Page 44 Studioes werkte onder andere samen met Disney Interactive Studios, THQ, Electronic Arts, Sony, Microsoft en Activision, voor het in september 2011 werd opgekocht door Zynga.

## Ontwikkelde spellen
Deze lijst is niet volledig.
- NHL 2001 (PS1)
- Supercross 2001 (PS1)
- Freekstyle (PS2)
- Gretzky NHL 2005 (PS2 en PSP)
- Gretzky NHL '06 (PS2 en (SP)
- The Godfather (PS2, Xbox en PSP)
- Tony Hawk's Project 8 (PSP)